# 中山琴葉

中山 琴葉（なかやま ことは、1997年12月12日 - ）は、ソフト・オン・デマンド（SOD）の元社員で元AV女優。

## 略歴
東京都出身。大学卒業後、2020年4月にソフト・オン・デマンド（SOD）に入社（AV女優の宮崎リンと同期）。宣伝部に配属。
入社早々の4月に社員としてAVデビュー。なお、入社前の2月に発売された作品はインターン時に隠し撮りされたものとされている。
2023年5月29日の公式ツイッターで、SODを退社し業界から卒業することを発表。
2023年6月25日をもって退社。

## 人物
福島県出身。
趣味はカフェ巡り、映画鑑賞、買い物、旅行、食べること。
初体験は高校生の時で、相手は当時付き合っていた彼氏。
性への目覚めは初体験をしてからで、それまで興味もなく、そもそも本当に入るのかなど恐怖心のほうが大きかった。
全く知らない世界で一から学んでいきたいという思いからSODに入社。なお、大学在学中にインターンとしてSODの業務を経験している。
SODで働くようになって、インターンの時には見えなかった愕然とするほどのスタッフや女優たちが真剣にアダルトに向き合う光景を見て感動し、自分も何かやらなければという気持ちになり、徹底的にやるなら自分でも出演してみようと思いAV出演を志願した。

## 作品

### アダルトDVD
- 緊急発売! 都内某女子大に通う新卒採用内定者 中山ちゃんのえっち過ぎるプライベートSEXが撮れました! インターン生として健気に頑張る22歳の大学生は男性に求められると嬉しくなっちゃうむっつりスケベ?期待値No.1可愛すぎるのに実はHな内定者（2月20日、SODクリエイト）
- 2020年度 ソフト・オン・デマンド株式会社 全裸入社式 新卒社員20名の桃色ま●こ 超羞恥4時間スペシャル!（4月9日、SODクリエイト）
- 朗報! 期待の新卒AV出演(デビュー)! 社内のアイドル！えっちで可愛い中山ちゃん(22)（4月23日、SODクリエイト）
- 社内のアイドルがクリトリスをプリップリに勃起させて大興奮 めちゃイキ4本番 新卒入社1年目 中山ちゃん（7月23日、SODクリエイト）
- 金玉が空っぽになるまでチンチンをしゃぶり尽くしちゃう フェラチオ大好きな新卒ちゃん♡（10月22日、SODクリエイト）
- 新入社員中山ちゃん、覚醒!止まらない脇汗!マン汗!興奮汁! 全身汗まみれになってチ●ポを求める 晩夏の超本能的SEX（11月26日、SODクリエイト）

- 入社1年目!SODで働く仲良し同期が初共演! 全コーナーALL共同プレイ SOD女子社員 中山琴葉 宮崎リン（1月8日、SODクリエイト）
- 1か月間禁欲中の新卒女子社員の2人が高級ホテルで1日中ず〜っと絶倫AV男優たちにイカされ続けた 通算100絶頂over! 性欲開放 人生最高のSEX（1月21日、SODクリエイト）
- SODで働く新入社員中山ちゃんを業務命令で大人気風俗店にガチ入店させたらどうなる? ピンサロ♡デリヘル♡ハプバー♡M性感♡ 人生初の風俗出勤で想定外の本番祭り!?（2月25日、SODクリエイト）
- 突撃!プリっとした可愛いお尻の新入社員中山ちゃんを巨根チ○ポで仕事中即ハメ4本番!（3月25日、SODクリエイト）
- 1年間頑張ったご褒美として福利厚生超高級エステをプレゼント! 潮吹きオーガズムエステサロンの虜になった SOD入社2年目 中山琴葉（6月24日、SODクリエイト）
- 150,000回転 (従来比30倍) 超高速電マでイクッ! 最高に気持ち良い電マを求めて自ら実験台となり絶頂しながらも新型電マ開発に挑んだ結果、パンツスーツの裾まで濡れるほど漏らして漏らして4人合計78イキ!（6月24日、SODクリエイト）
- 初中出し 会社終わりにホテルで朝までずっとマ●コに精子入れっぱなし…（8月26日、SODクリエイト）
- SOD入社2年目、中山琴葉 日頃の感謝を込めて、カメラ片手に責められ好きユーザー様のお宅へ中出しOK訪問!（10月21日、SODクリエイト）

- SOD入社2年目中山琴葉 全裸業務で顔を真っ赤にしながらも羞恥心を克服! 全裸業務中にまさかの即ハメ中出し!? 総発射数5発射!（1月27日、SODクリエイト）
- SODで働く新入社員中山ちゃんを業務命令で大人気風俗店にガチ入店させたらどうなる? パート 2 またもや想定外の本番…そして中出し!?祭り!! 中山琴葉（3月24日、SODクリエイト）
- トビジオっ! 特報NEWS 勤務中ずっと痙攣・潮吹きっぱなし・失禁しても平然と原稿を読み上げる中山琴葉アナウンサー（5月26日、SODクリエイト）
- SOD女子社員 宣伝部3年目の中山琴葉に隠し撮り検証 正直苦手なチャラチャラ後輩と出張先の旅館でまさかの相部屋… こんなとき、後輩が密室でグイグイ迫ってきたら、中山はセンパイの威厳を保てるのか!?（7月21日、SODクリエイト）
- マジックミラー号ユーザー様体験乗車会で宣伝部の中山琴葉が真心こめてアテンド! 男優気分のユーザー様方を止められない中山ちゃんはタジタジのまま中出し祭りに突入!（9月22日、SODクリエイト）
- SOD女子社員中山琴葉 ユーザー様からのリクエストにお応えして痴女プレイに挑戦! 自宅に突撃訪問されて困惑しながらも反応のいいM男を見て楽しくなって1泊2日責めまくる!（11月23日、SODクリエイト）

- SOD性科学ラボ 美乳で評判の女子社員に執拗な乳首、おっぱい.責めをしたらクリトリスやおま○こより感じてしまうほど乳首イキしてしまうのか!?（1月12日、SODクリエイト）
- 突然、中山琴葉に「有給休暇」を与えたら会社では見た事ないキュンな素顔が撮れちゃいました…!恋人気分でめっちゃハメまくり濃厚連続中出し温泉6射精(※社外秘)（2月23日、SODクリエイト）
- 森川玉緒と中山琴葉が一般ユーザー様を会社にご招待して“SOD文化祭”を開催! 野球拳・健康診断体験・王様ゲーム・社内かくれんぼ! ご奉仕接待をさせていただきます! 気づけば射精数合計36発ヌイちゃいました…（4月6日、SODクリエイト）
- 中山琴葉・森川玉緒でユーザー様のお宅へ中出しOK訪問 逆3P特別待遇スペシャル!（4月20日、SODクリエイト）
- 最初で最後のノンストップぶっかけ 3年間の感謝を込めてユーザー様のドロドロ精子を浴びます。 ありがとう大量ぶっかけ38発射!! SOD女子社員宣伝部 中山琴葉 退社（6月22日、SODクリエイト）

### アダルトVR
- 酔いつぶれた新卒社員をホテルで介抱することに… むっつりスケベな後輩がキス魔化して始発まで激ピストン3連続セックス（9月24日、SODクリエイト）
- 同期のSOD女子社員と居残り残業! 超人気AV企画を、僕のカラダで無理やり検証セックスされ倒されました。（10月22日、SODクリエイト）

- もしも僕がSODに入社したら… 1年先輩の中山先輩と会社には内緒でこっそり社内恋愛 エッチな先輩、宣伝部 中山琴葉が休日のオフィスで「ほかの人は内緒だよ? 会社でエッチな事しちゃお?」（5月12日、SODクリエイト）

### イメージDVD
- 戸惑いのラストピース（2020年12月23日、Superlative）

## 書籍

### 写真集
- Sensual（2020年12月23日、ジーウォーク、撮影:14y.ムラミツ） ISBN 978-4-86717-123-3

### デジタル写真集
- FLOWER 中山琴葉 vol.01（5月1日、ジーウォーク、撮影:14y.ムラミツ）

- FLOWER 中山琴葉 vol.02～vol.06（2月25日、ジーウォーク、撮影：14.yムラミツ）

- SOD女子社員 宣伝部 中山琴葉 The BEST Vol.1（2月24日、ソフト・オン・デマンド）
- SOD女子社員 宣伝部 中山琴葉 The BEST Vol.2（3月24日、ソフト・オン・デマンド）
- 森川玉緒と中山琴葉が一般ユーザー様を会社にご招待して“SOD文化祭”を開催! 野球拳・健康診断体験・王様ゲーム・社内かくれんぼ! ご奉仕接待をさせていただきます! 気づけば射精数合計36発ヌイちゃいました… 【電子書籍版】（4月6日、ソフト・オン・デマンド）
- 中山琴葉・森川玉緒でユーザー様のお宅へ中出しOK訪問 逆3P特別待遇スペシャル!【電子書籍版】（4月20日、ソフト・オン・デマンド）
- 最初で最後のノンストップぶっかけ 3年間の感謝を込めてユーザー様のドロドロ精子を浴びます。 ありがとう大量ぶっかけ38発射!! SOD女子社員宣伝部 中山琴葉 退社【電子書籍版】（6月22日、ソフト・オン・デマンド）

### 雑誌
- 月刊FANZA 2020年7月号（ジーオーティー） - インタビュー「HATSUMONO!」
- 月刊ソフト・オン・デマンド 2月号増刊 月刊SOD PREMIUN 2020 グラビアスペシャル（ソフト・オン・デマンド） - グラビア
- 週刊アサヒ芸能 4月16日号（徳間書店） - 袋とじ「ヌキすぎ注意! AVメーカー激押し33作」
- 月刊ソフト・オン・デマンド 7月号 vol.10（ソフト・オン・デマンド） - グラビア、インタビュー
- 週刊実話 2020年6月18日号（日本ジャーナル出版） - インタビュー「特報!!AVタイムズ」
- 月刊ソフト・オン・デマンド 11月号増刊 SOD女子社員 Vol.2（ソフト・オン・デマンド）
- 月刊ソフト・オン・デマンド 2月号 vol.17（ソフト・オン・デマンド） - 「中山琴葉&宮崎リン Wグラビア&インタビュー」
- 月刊FANZA　2021年3月号（ジーオーティー） - 対談「SODの女子社員なかよし2人組が初めての共演で―?」
- 月刊ソフト・オン・デマンド 7月号増刊 SOD女子社員 Vol.3（ソフト・オン・デマンド） - グラビア「SOD女子社員と一晩中…」、インタビュー

## 出演

### ラジオ
- とにかく明るい安村のとにかく丸裸!（2020年4月18日,25日,5月2日、文化放送）